# Cladotanytarsus marki
Cladotanytarsus marki är en tvåvingeart som beskrevs av James E. Sublette 1998. Cladotanytarsus marki ingår i släktet Cladotanytarsus och familjen fjädermyggor. Inga underarter finns listade i Catalogue of Life.